# El Chaco
El Chaco – miasto w Ekwadorze, w prowincji Napo, siedziba kantonu El Chaco.